# Heymann Steinthal
Chajim Heymann Steinthal (Gröbzig, 16 maggio 1823 – Berlino, 14 marzo 1899) è stato un filologo e filosofo tedesco, detto anche Heinemann, Hermann o Heinrich.

## Biografia
Ha studiato filologia e filosofia all'università di Berlino, dove nel 1850 è stato chiamato quale "Privatdozent" di filologia e mitologia. È stato allievo di Franz Bopp e di Wilhelm von Humboldt, del quale ha curato le Sprachwissenschaftliche Werke (Opere di linguistica) nel 1884.
Dal 1852 al 1855 Steinthal ha vissuto a Parigi, dove si è dedicato a studiare la lingua cinese. Fu proprio grazie ai suoi studi sui dialetti cinesi che ricevette, nel 1854 il Prix Volney. Nel 1863 è diventato professore associato a Berlino, e dal 1872 ha insegnato anche storia critica del Vecchio testamento e filosofia della religione presso la "Hochschule für die Wissenschaft des Judenthums" (Accademia per la scienza del giudaismo).
Nel 1860 ha fondato, insieme con il cognato Moritz Lazarus, la rivista "Zeitschrift für Völkerpsychologie und Sprachwissenschaft" (Rivista di psicologia popolare e linguistica), nell'ambito della quale è nato lo studio scientifico della psicologia razziale, con riflessioni sull'antisemitismo. Nel 1869 ha fondato, con altri, la "Berliner Gesellschaft für Anthropologie, Ethnologie und Urgeschichte" (Società berlinese per l'antropologia, l'etnologia e la preistoria).
Dal 1883 è stato uno dei direttori del "Deutsch-Israelitische Gemeindebund" (Federazione delle comunità ebraico-tedesche).
La sua tomba si trova nel cimitero ebraico di Weißensee (Berlino).

## Opere
- Die Sprachwissenschaft Wilhelm von Humboldts und die Hegel'sche Philosophie, 1848
- Die Classifikation der Sprachen dargestellt als die Entwickelung der Sprachidee, 1850, 1893, 1976
- Der Ursprung der Sprache im Zusammenhang mit den Letzten Fragen Alles Wissens, 1851, 1888
- Die Entwicklung der Schrift, 1852
- Grammatik, Logik und Psychologie. Ihre Principien und ihr Verhältniss zu einander, 1855 (versione digitale in tedesco)
- Geschichte der Sprachwissenschaft bei den Griechen und Römern, 1863, 1889–91
- Philologie, Geschichte und Psychologie in Ihren gegenseitigen Beziehungen, 1864
- Die Mande-Negersprachen, psychologisch und phonetisch betrachtet, 1867
- Abriss der Sprachwissenschaft, 1871, 1881
- Allgemeine Ethik, 1885
- Zu Bibel und Religionsphilosophie, 1890, 1895
- Gesammelte kleine Schriften. vol. 1, 1880
- Über Juden und Judenthum: Vorträge und Aufsätze, 1906, 1910
- Ermeneutica e psicologia del linguaggio, a cura di Davide Bondì, Bompiani, Milano 2013 ISBN 978-8845274558